# Tandonella batei
Tandonella batei is een mosselkreeftjessoort. De wetenschappelijke naam van de soort is voor het eerst geldig gepubliceerd in 1978 door Jain.